# Адипокины
Адипоки́ны (или адипоцитоки́ны — от  (греч.) жир, клетка и движение) — гормоны жировой ткани — являются разновидностью цитокинов (небольших пептидных информационных молекул), выделяемых адипоцитами (клетками жировой ткани).
К адипокинам относят:
- IL-6 — Интерлейкин 6[2];
- CCL2 — фактор хемотаксиса моноцитов (англ. monocyte chemotactic protein-1, MCP-1)[3];
- TNFα — Фактор некроза опухоли;
- Лептин;
- Апелин[4] и другие.